# Твирдиця (Бургаська область)
Твирди́ця (болг. Твърдица) — село в Бургаській області Болгарії. Входить до складу громади Бургас.

## Населення
За даними перепису населення 2011 року у селі проживали 488 осіб, з них 475 осіб (99,4%) — болгари.
Розподіл населення за віком у 2011 році:
Динаміка населення: